# Mats Ardström
Mats Bengt Ardström, född 27 april 1961 i Ytterby, Bohuslän, är en svensk filmfotograf. Ardström belönades 2010 med pris för bästa foto i Mannen med kulorna vid LA Movie Awards.

## Filmografi
Foto
- 1981 – Examen
- 1983 – Fredens röst
- 1987 – Skulden
- 1987 – Scener ur ett handfats liv
- 2005 – Rubinbröllop
- 2009 – Mannen med kulorna
- 2012 – Scenen

B-foto
- 1983 – Carmen
- 1985 – Trekampen om mjölkkannan
- 1986 – Moa
- 1986 – Alla vi barn i Bullerbyn
- 1987 – Mer om oss barn i Bullerbyn
- 1988 – Vasa-teatern
- 1989 – Ingen rövare finns i skogen
- 1989 – Gull-Pian
- 1989 – 1939

Producent
- 1987 – Scener ur ett handfats liv

Passare
- 1986 – Bröderna Mozart

Ljudläggning
- 1987 – Skulden

Stillbildsfoto
- 1984 – Två solkiga blondiner

Fotoassisten
- 1984 – Två solkiga blondiner
- 1985 – On the Loose
- 1987 – Nionde kompaniet
- 1987 – Dirigenterna
- 1988 – Allra käraste syster
- 1991 – Den ofrivillige golfaren